# Жилейка (река)
Жилейка — река в России, протекает по Ставропольскому краю. Исток находится в окрестности посёлка Ясный. Устье реки находится в 26 км от устья реки Горькой по правому берегу, между сёл Бешпагир и Старомарьевка. Длина реки составляет 26 км, площадь водосборного бассейна — 101 км².

## Данные водного реестра
По данным государственного водного реестра России относится к Донскому бассейновому округу, водохозяйственный участок реки — Калаус, речной подбассейн реки — бассейн притоков Дона ниже впадения Северского Донца. Речной бассейн реки — Дон (российская часть бассейна).
Код объекта в государственном водном реестре — 05010500212108200000957.